# Grupo São Martinho
O Grupo São Martinho é um grupo Brasileiro que está entre os maiores grupos sucroenergéticos, com capacidade aproximada de moagem de 24 milhões de toneladas de cana. Possui quatro usinas em operação: São Martinho, em Pradópolis, na região metropolitana de Ribeirão Preto (SP); Iracema, em Iracemápolis, na região de Limeira (SP), Santa Cruz, localizada em Américo Brasiliense (SP) e Boa Vista, em Quirinópolis, a 300 quilômetros de Goiânia (GO). A companhia também possui uma unidade para produção de ácido ribonucleico, a Omtek, também localizada em Iracemápolis.
A Usina São Martinho é a maior usina sucroalcooleira em operação do mundo, com moagem aproximada de 10 milhões de toneladas de cana por safra.
O Grupo realizou em 2007 a abertura do capital da companhia na Bolsa de Valores de São Paulo, sob o código SMTO3.

## História Recente

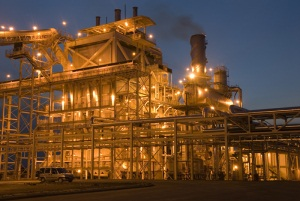
Usina Boa Vista

Após a abertura de capital, foi inaugurada em 2008 a Usina Boa Vista, situada em Quirinópolis (GO), e considerada uma das mais modernas do mundo. Em junho de 2010, a São Martinho S.A. e a Petrobras Biocombustível S.A. (PBio) - subsidiária da Petrobrás - anunciaram uma parceria estratégica para a produção de etanol no Estado de Goiás. Foi constituída uma nova empresa denominada "Nova Fronteira Bioenergia S.A.", a qual controla a "Usina Boa Vista S.A." e a "SMBJ Agroindustrial S.A.". A PBio adquiriu 49% da nova sociedade enquanto que a São Martinho S.A. ficou com 51% das ações.
Em agosto de 2010, a São Martinho S.A. anunciou a primeira fase do projeto de cogeração na Usina São Martinho S.A. Para a geração de um excedente de energia para comercialização de 244.000 MWh a partir da safra 13/14.
Em outubro de 2011, a São Martinho anunciou a compra de 32,18% da Santa Cruz - Açúcar e Álcool (Usina Santa Cruz) e 17,97% da Agropecuária Boa Vista S.A. 

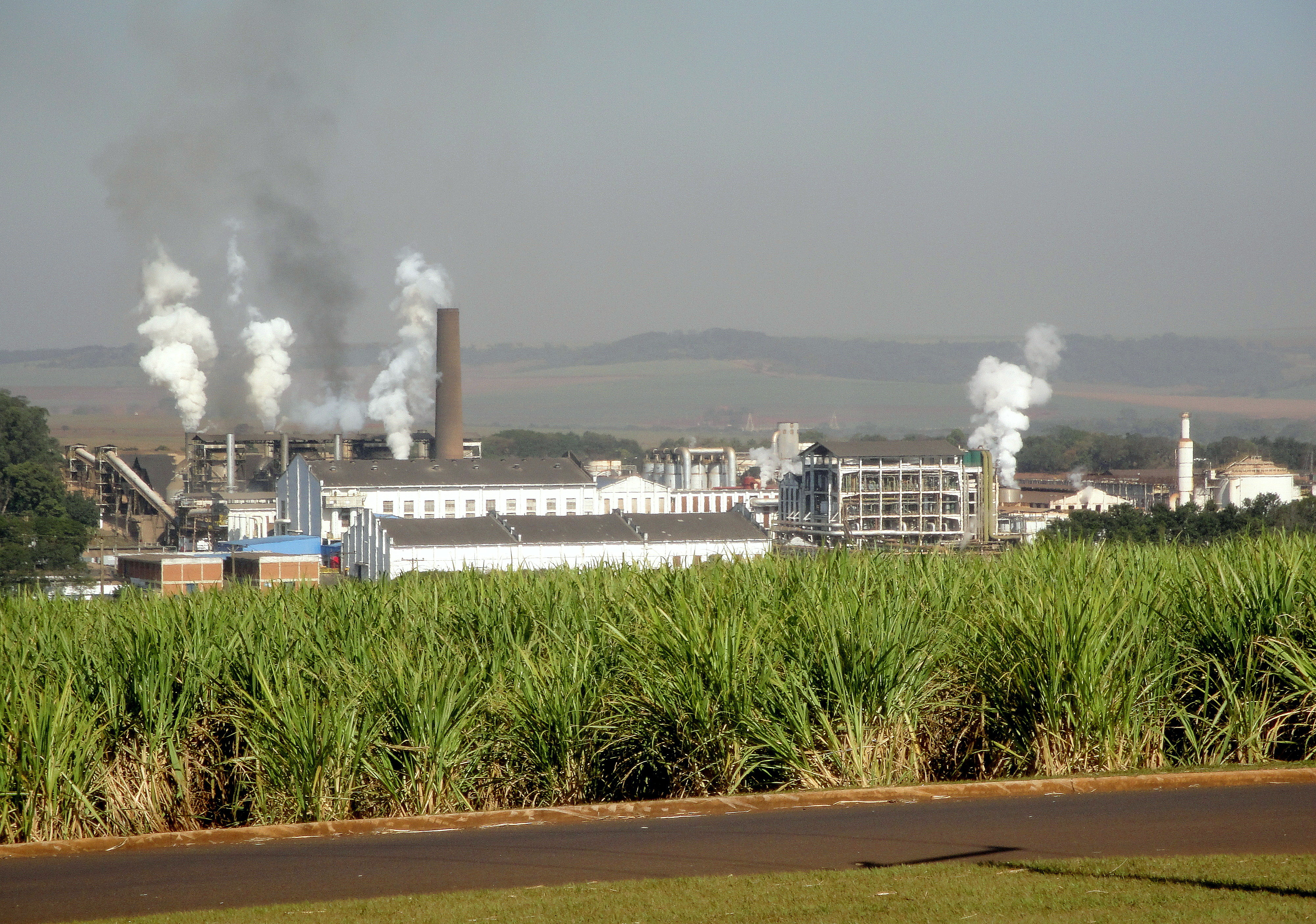
Usina São Martinho

Em 2014 a São Martinho concluiu a aquisição de 59,95% de participação adicionais na Usina Santa Cruz, atingindo a participação de 92,14%.
Em dezembro de 2015, a São Martinho anunciou a compra da participação da Petrobrás Biocombustíveis e minoritários na Nova Fronteira Bioenergia S.A. Em 23 de fevereiro de 2017 a Companhia finalizou o processo de incorporação.
Em fevereiro de 2018  a Petróleo Brasileiro S.A. – Petrobrás, informou que a sua subsidiária integral Petrobras Biocombustível S.A. – PBIO alienou, através de leilão, 24.000.000 (vinte e quatro milhões) de ações da São Martinho S.A. detidas pela companhia. A Petrobrás esclareceu ainda que, com essa venda, a sua participação no Capital Social total da São Martinho S.A. foi encerrada.